# Assedio di Sluis (1587)
L'assedio di Sluis fu uno scontro che si svolse dal 12 giugno al 4 agosto 1587 presso la città di Sluis (attuali Paesi Bassi) nel corso della guerra degli ottant'anni. La sua cattura da parte degli spagnoli costituì un importante passo avanti nella riconquista dei Paesi Bassi in rivolta.

## Antefatto
Nel giugno del 1587 Alessandro Farnese, governatore generale dei Paesi Bassi e comandante in capo dell'Armata delle Fiandre, pose il suo sguardo sugli ultimi due porti ribelli rimasti nelle Fiandre, Ostenda e Sluis. Quest'ultimo era inoltre un porto particolarmente strategico in quanto rappresentava l'estuario di accesso anche alle vie d'acqua della costa delle Fiandre e rappresentava un punto focale per una potenziale futura invasione dell'Inghilterra da parte della Spagna. Dopo un'iniziale sortita per Ostenda, il principe Farnese investì invece Sluis il 12 giugno 1587, ma non in tempo per impedire che un corpo di quattro compagnie di fanti inglesi raggiungesse la città provenendo da Ostenda al comando di sir Roger Williams. Il 24 giugno, ebbe inizio il bombardamento della città.

## Lo scontro
Un gruppo di truppe anglo-olandesi comandate da Robert Dudley, I conte di Leicester venne provvisto immediatamente per levare l'assedio alla città. Leicester sbarcò con 4000 fanti, 400 cavalli ad Ostenda, per tagliare le comunicazioni al principe Farnese, ma dovette richiamare i suoi uomini verso la flotta quando seppe di altri rinforzi che andarono a supportare le già copiose truppe spagnole impiegate nell'assedio. Nel frattempo provò a raggiungere la città via acqua, ma venne respinto in una manovra che lo storico Garrett Mattingly definì "imbecille" perché non fece altro che perdere risorse e uomini, oltre ad abbassare il morale degli assediati che vedevano i loro rinforzi provare vanamente a salvarli. Il 4 agosto, dopo 13 giorni di costanti combattimenti attorno alle mura della città, la guarnigione si arrese agli spagnoli coi pieni onori militari.

## Conseguenze
La perdita della città di Sluis rivelò tutta l'inadeguatezza del conte di Leicester come comandante militare ed in particolare la sua mancanza di autorità nei confronti degli alleati olandesi che erano restii a cooperare con gli inglesi nelle operazioni, oltre ad avere costanti tensioni con gli Stati Generali.
Nei mesi successivi, il conte di Leicester lanciò una serie di attacchi nuovamente diretti contro gli spagnoli, ma senza successo. Nel settembre del 1587, Leicester tentò di catturare Leida, ma fallì, ed i suoi piani per catturare Enkhuizen e Hoorn, due importanti porti della Frisia Occidentale, fallirono allo stesso modo. Il 16 dicembre 1587, il conte di Leicester venne costretto a fare ritorno in Inghilterra, dove il Consiglio Privato della regina tentò di accusarlo dei propri fallimenti nei Paesi Bassi, ma egli si avvalse della protezione della sovrana.
Per contro, il principe Farnese con questa vittoria si assicurò una via di conquista che spaziava dal corso del fiume Scheldt sino a Dunquerque.